# Saint-Benoît-d’Hébertot
Saint-Benoît-d’Hébertot – miejscowość i gmina we Francji, w regionie Normandia, w departamencie Calvados.
Według danych na rok 1990 gminę zamieszkiwało 286 osób, a gęstość zaludnienia wynosiła 40 osób/km² (wśród 1815 gmin Dolnej Normandii Saint-Benoît-d’Hébertot plasuje się na 608. miejscu pod względem liczby ludności, natomiast pod względem powierzchni na miejscu 706.).